# Mýrina (ort)
Mýrina är en ort i Grekland.   Den ligger i prefekturen Nomós Kardhítsas och regionen Thessalien, i den centrala delen av landet, 220 km nordväst om huvudstaden Aten. Mýrina ligger 109 meter över havet och antalet invånare är 979.
Terrängen runt Mýrina är mycket platt.Runt Mýrina är det ganska glesbefolkat, med 40 invånare per kvadratkilometer. Närmaste större samhälle är Karditsa, 5,9 km sydväst om Mýrina. Trakten runt Mýrina består till största delen av jordbruksmark.